# 벨레네

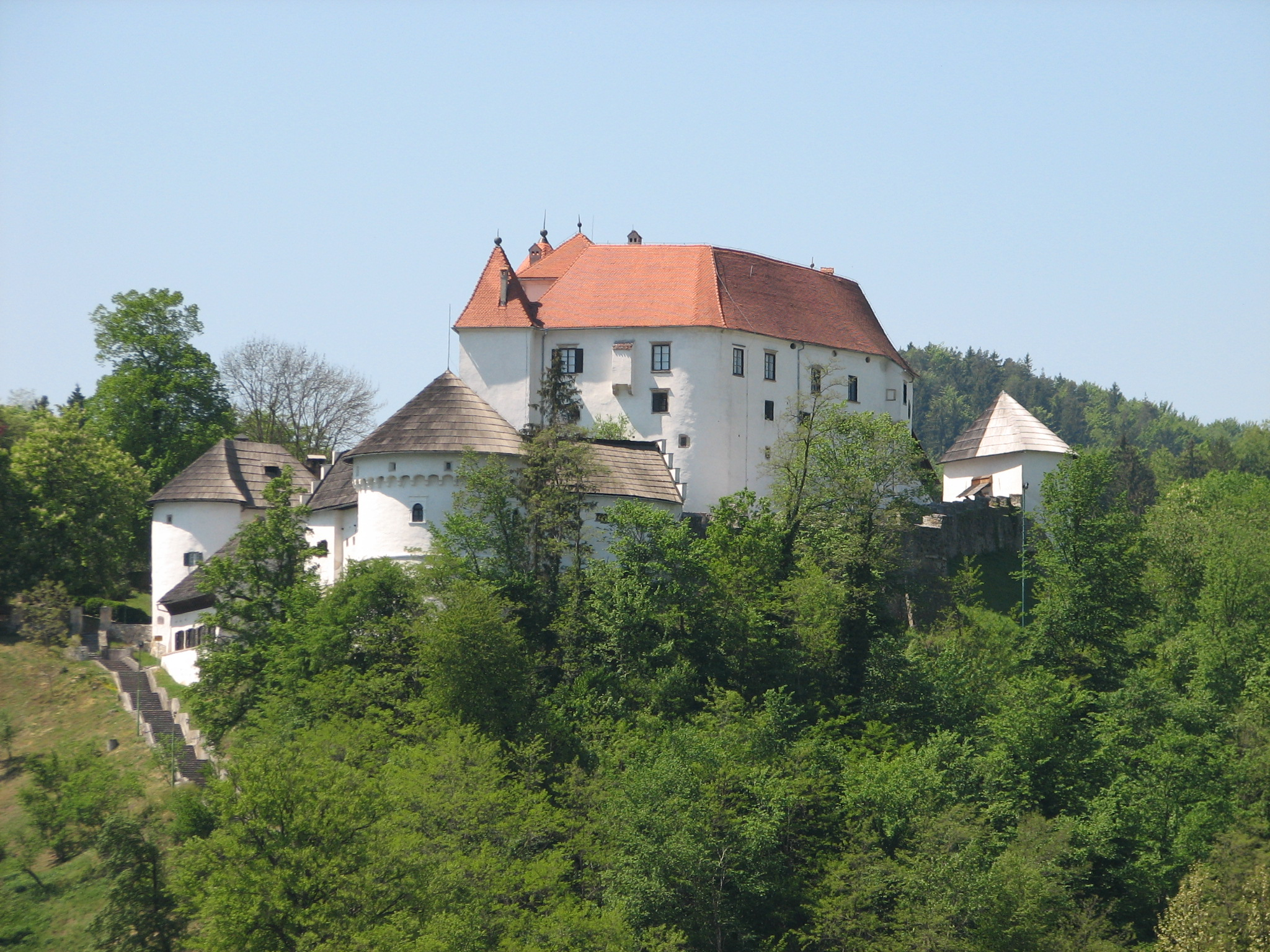
벨레네 성

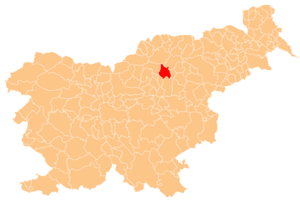
벨레네의 위치

벨레네(슬로베니아어: Velenje, 독일어: Wöllan)는 슬로베니아의 도시로 면적은 83.5km2, 인구는 33,331명(2002년 기준), 인구밀도는 399.2명/km2이다. 갈탄 광산의 발견으로 제2차 세계 대전 뒤에 갈탄 광산이 확대되었다.
유고슬라비아 사회주의 연방공화국의 요시프 브로즈 티토 대통령이 죽은 이후인 1981년 티토보벨레네(Titovo Velenje)로 개명되었지만 1991년 슬로베니아가 독립하면서 예전 이름인 벨레네로 환원되었다.